# Wierzbinek
Wierzbinek è un comune rurale polacco del distretto di Konin, nel voivodato della Grande Polonia.
Ricopre una superficie di 148,05 km² e nel 2004 contava 7 645 abitanti.